# Мартін Буката
Мартін Буката (словац. Martin Bukata; нар. 2 жовтня 1993, Кошиці) — словацький футболіст, півзахисник клубу «Спартак» (Трнава).
Виступав, зокрема, за клуб «Кошиці», а також національну збірну Словаччини.

## Клубна кар'єра
Народився 2 жовтня 1993 року в місті Кошиці. Вихованець однойменної команди з рідного міста. Буката дебютував у Цоргонь-лізі 11 березня 2012 року, замінивши Каміла Кузьму на 84-й хвилині. У цьому матчі вони програли «Словану» з рахунком 0:1. Свій перший гол за «Кошиці» він забив 2 березня 2013 року проти «Пряшова» (3:0). У сезоні 2013/2014 він виграв з командою Кубок Словаччини, забивши переможний гол у ворота столичного «Слована» (2:1), за що був визнаний найкращим гравцем матчу. Загалом у рідній команді провів чотири сезони, взявши участь у 88 матчах чемпіонату. Більшість часу, проведеного у складі «Кошиці», був основним гравцем команди.
У січні 2016 року перейшов у польський «П'яст» (Глівіце), підписавши контракт на 3 сезони. Дебютував у польській Екстракласі 13 лютого 2016 року в грв проти «Гурника» (Ленчна). У сезоні 2015/16 вони посіли історичне 2 місце і пробилися до Ліги Європи. Загалом провів у команді 2,5 року.
1 серпня 2018 року Буката підписав контракт з клубом другого італійського дивізіону «Беневенто». У цій команді він не провів жодного матчу, оскільки був травмований і згодом не зміг пробитися в склад. За взаємною згодою з «Беневенто» вони припинили співпрацю 9 січня 2019 року.
21 січня 2019 року він перейшов у чеську «Карвіну» на правах вільного агента. Спочатку виходив у стартовому складі, але згодом втратив місце в основі і більше виходив на заміну, через що у червні 2020 року покинув клуб.
27 липня 2020 року Буката повернувся на батьківщину після тривалої перерви і підписав контракт із клубом «Спартак» (Трнава). Згодом Коша став з командою дворазовим володарем Кубка Словаччини. Станом на 24 серпня 2023 року відіграв за команду з Трнави 78 матчів в національному чемпіонаті.

## Виступи за збірні
2009 року дебютував у складі юнацької збірної Словаччини (U-17), загалом на юнацькому рівні взяв участь у 7 іграх.
Протягом 2013—2014 років залучався до складу молодіжної збірної Словаччини. На молодіжному рівні зіграв у 4 офіційних матчах.
8 січня 2017 року дебютував в офіційних іграх у складі національної збірної Словаччини в товариському матчі проти Уганди (1:3), де вийшов в основі і був замінений на 70 хвилині. Через чотири дні вийшов на заміну у матчі проти Швеції (0:6), після чого за збірну більше не грав.
| Дата      | Місто    | Господарі  | Результат | Гості      | Турнір           | Голи | Примітки |
| --------- | -------- | ---------- | --------- | ---------- | ---------------- | ---- | -------- |
| 8-1-2017  | Абу-Дабі | Словаччина | 1 – 3     | Уганда     | товариський матч | -    | 70'      |
| 12-1-2017 | Абу-Дабі | Швеція     | 6 – 0     | Словаччина | товариський матч | -    | 46'      |
| Усього    |          | Матчів     | 2         |            | Голів            | 0    |          |

## Титули і досягнення
- Володар Кубка Словаччини (4):

«Кошиці»: 2013/14
«Спартак» (Трнава): 2021/22, 2022/23, 2024/25